# Józef Bielec
Józef Bielec (ur. 19 marca 1899 w Stanisławowie, zm. w kwietniu 1940 w Charkowie) – polski prawnik, działacz niepodległościowy, porucznik intendent Wojska Polskiego, harcmistrz, komendant Krakowskiej Chorągwi Męskiej w latach 1923–1924 i komendant Śląskiej Chorągwi Harcerzy w latach 1935–1939, ofiara zbrodni katyńskiej.

## Życiorys

### Wykształcenie
Józef Bielec ukończył powszechną czteroklasową szkołę i pięć klas gimnazjalnych w Stanisławowie. Po przerwie spowodowanej zajęciem miasta przez Rosjan, od września 1916 roku uczył się w klasach VI i VII. W 1919 roku uzyskał maturę gimnazjalną i podjął studia prawnicze na Uniwersytecie Jagiellońskim oraz studia uzupełniające na Akademii Handlowej. Po przerwie na udział w wojnie polsko-bolszewickiej ukończył w 1925 roku Wydział Prawa na Uniwersytecie Jagiellońskim, a następnie napisał rozprawę doktorską pod kierunkiem prof. Adama Alojzego Krzyżanowskiego. Ponadto ukończył wyższy naukowy kurs spółdzielczy przy Uniwersytecie Jagiellońskim.

### Działalność niepodległościowa
W czasie nauki w gimnazjum w Przemyślu był współzałożycielem Związku Gimnazjalnego Młodzieży Niepodległościowej, który został przekształcony w 1917 roku w Tajną Organizację Wojskową Uczniowską, działającą w strukturach POW.
W 1918 roku przerwał naukę w VIII klasie, wstępując 17 listopada do Wojska Polskiego, do ówczesnego 10. pułku piechoty (późniejszego 37 Łęczyckiego pułku piechoty) w Kutnie. Wyjechał z Przemyśla 24 stycznia 1919 roku i już w lutym walczył w wojnie polsko-bolszewickiej. Jako sierżant, będąc szefem plutonu bojowego kompanii sztabowej tegoż pułku był ranny w bitwie pod Dolinianami. Po wyjściu ze szpitala w oddziale uzupełniającym 37 pp ukończył kurs rachunkowości wojskowej i 13 maja 1919 roku powrócił do III baonu 37 pp na stanowisko zastępcy oficera kasowego. Jesienią tego roku został bezterminowo urlopowany, jednak w lipcu 1920 roku powrócił do swojego baonu, gdzie pełnił funkcję oficera kasowego lub jego zastępcy. W lutym 1921 roku został zwolniony z WP i przeniesiony do rezerwy jako podchorąży gospodarczy. Na stopień porucznika rezerwy został awansowany ze starszeństwem z dniem 19 marca 1939 i 25. lokatą w korpusie oficerów intendentów, grupa intendentów.

### Działalność harcerska
W 1917 roku został drużynowym I drużyny skautowej w Przemyślu, później I Przemyskiej Drużyny Harcerzy im. Dezyderego Chłapowskiego. Był również członkiem Komendy Hufca Męskiego w Przemyślu. Wstąpił do wojska z niemal całą niemal drużyną skautową, która pełniła służbę jako kompania sztabowa, a czasem jako pluton bojowy.
9 grudnia 1920 roku otrzymał stopień przodownika, a 4 czerwca 1921 roku – stopień podharcmistrza, a (po późniejszej zmianie stopni równoważny stopniowi harcmistrza). W 1922 roku został referentem objazdowym, a w 1923 roku przybocznym komendanta chorągwi. Od 22 grudnia 1923 roku do 1 stycznia 1925 roku pełnił funkcję komendanta Krakowskiej Chorągwi Męskiej, od 1928 roku był członkiem komendy chorągwi krakowskiej, a po przeniesieniu się do Katowic – był również od 1928 roku członkiem komendy chorągwi śląskiej, przybocznym komendanta i członkiem Zarządu Oddziału Śląskiego ZHP. Od lutego 1934 roku do listopada 1935 roku był komendantem Hufca Harcerzy w Katowicach, a w okresie od 28 września 1935 roku do 9 marca 1939 roku – komendantem Śląskiej Chorągwi Harcerzy. W 1935 roku został członkiem prezydium Zarządu Oddziału Śląskiego ZHP.

### Praca
W czasie studiów pracował jako urzędnik Banku Hipotecznego w Krakowie, po ich ukończeniu przeniósł się do Katowic, gdzie objął stanowisko naczelnika wydziału prawnego w katowickim oddziale Państwowego Banku Rolnego.

### II wojna światowa
2 września 1939 roku opuścił Katowice wraz z dokumentacją Banku Rolnego, udając się na wschód zgodnie z przyjętymi planami ewakuacyjnymi. W Lublinie wstąpił do wojska. Dostał się do niewoli sowieckiej w Czortkowie i osadzono go w obozie w Starobielsku. Wiosną 1940 roku został zamordowany przez funkcjonariuszy NKWD w Charkowie i pogrzebany w Piatichatkach, gdzie od 17 czerwca 2000 roku mieści się oficjalnie Cmentarz Ofiar Totalitaryzmu w Charkowie.  Żona otrzymała ostatni jego list w kwietniu 1940 roku. Figuruje na Liście Starobielskiej NKWD pod poz. 142.
5 października 2007 roku minister obrony narodowej Aleksander Szczygło – decyzją nr 439/MON – mianował go pośmiertnie na stopień kapitana. Awans został ogłoszony 9 listopada 2007 roku w Warszawie, w trakcie uroczystości „Katyń Pamiętamy – Uczcijmy Pamięć Bohaterów”.

## Odznaczenia
- Srebrny Krzyż Zasługi (1933)[13]
- Medal Pamiątkowy za Wojnę 1918–1921 „Polska Swemu Obrońcy”
- Krzyż Pamiątkowy Małopolskich Oddziałów Armii Ochotniczej
- Odznaka XXV-lecia ZHP (1936)

## Życie rodzinne
Rodzice Józefa Bielca, Jan Bielec i Katarzyna z d. Siekaniec pochodzili z Dynowa. Jego ojciec po zwolnieniu z wojska otrzymał pracę kolejarza w Stanisławowie i tam osiadła cała rodzina. Józef miał czworo rodzeństwa: dwóch braci Czesława i Klemensa i dwie siostry Eugenię i Julię.
Józef Bielec ożenił się z Klementyną Stankiewicz, również aktywną harcerką. Jego żona po wojnie prowadziła przez kilkadziesiąt lat kiosk „Ruchu” mieszczący się w budynku Banku Spółdzielczego, naprzeciw kościoła. Zmarła 18 marca 1989 roku.

## Upamiętnienie
Nazwisko Józefa Bielca znajduje się na tablicy pamiątkowej poświęconej ofiarom wojny i okupacji znajdującej się w kruchcie kościoła parafialnego w Dynowie oraz na epitafium na grobowcu rodzinnym na „środkowym cmentarzu” w Dynowie.